# Червена пираканта
Червената пираканта (Pyracantha coccinea), известна и като „ален огнен трън“ (на английски: scarlet firethorn) е европейският вид Pyracantha, който се отглежда в градините от края на 16 век.

## Описание
Дървото има малки бели цветове и малки, яркочервени плодове. Листата му са леко назъбени и растат едно срещу друго. Плодът е горчив и стягащ (причинява свиване на кожните клетки и други телесни тъкани), което го прави негоден за консумация, когато е суров. От плодовете може да се приготвят желета, конфитюри, сосове и мармалад.

## Разпространение
Червената пираканта е разпространена от Южна Европа до Западна Азия. Въведена е в Северна Америка и се отглежда там като декоративно растение от 18-ти век.

## Употреба
Червената пираканта се използва за декоративно растение и като залесително на горски площи. В Англия от края на 18-ти век се използва за покриване на грозни стени.
Плодовете се ползват за храна и с медицински цели.

## Сортове
- Pyracantha coccinea 'Kasan'.[6]
- Pyracantha coccinea 'Lalandei'. Около 1874 г. М. Лаланд, разсадник в Анже, Франция, избира от разсад на P. coccinea подобрена форма, по-свободно плододаваща от вида. Един спорт е създал жълтозърнеста форма. Тези и по-нататъшните селекции до голяма степен изтласкман обикновената форма от разсадника.[7]
- Pyracantha coccinea 'Sparkler'[8]

## Галерия
- Цъфтеж
- Общ вид
- Ядливи плодове